# Alternância de código linguístico
Em linguística, designa-se alternância de códigos linguísticos, mais conhecida como code-switching, quando um interlocutor alterna entre diferentes línguas, ou variedades linguísticas de um mesmo idioma, no contexto de um único discurso. Multilíngues - falantes de mais de uma língua - às vezes utilizam elementos de vários idiomas ao conversarem entre si. Desse modo, a alternância de códigos linguísticos é o uso de mais de uma variedade linguística de forma consistente com a sintaxe e a fonologia de cada variedade.
A alternância de códigos é um fenômeno distinto de outras formas de contato linguístico, como empréstimos, pidgins e crioulos, calcos ou interferência linguística. Os empréstimos afetam o léxico, as palavras que compõem uma língua, enquanto a alternância de códigos ocorre em nível individual. Os pidgins são formados a partir da necessidade de comunicação entre duas comunidades que não possuem uma língua em comum. A alternância linguística, por seu turno, ocorre quando ambos os interlocutores são fluentes nas línguas alternadas.
Em meados das décadas 1940 e 1950, muitos estudiosos consideravam a alternância de códigos como sendo um uso sub-padrão da língua. Desde os anos 1980, no entanto, a maioria dos estudiosos tendem a considerá-la como um fenômeno normal, natural em ambientes multilíngues.